# Max Hagedorn (Marineoffizier)
Max Hagedorn (* 20. Juli 1876; † 2. April 1922) war ein deutscher Marineoffizier der Kaiserlichen Marine und Reichsmarine, zuletzt Kapitän zur See.

## Leben
Max Hagedorn trat am 4. April 1893 in die Kaiserliche Marine ein. Als Unterleutnant zur See (Beförderung am 15. September 1896) war er 1897 auf der Sachsen. Als Kapitänleutnant (Beförderung am 17. Mai 1904) war er u. a. 1909 Referent beim Artillerieversuchskommando und auf der Prinz Adalbert. Er hatte der Osmanié-Orden 4. Klasse erhalten. Am 29. August 1910 wurde er Korvettenkapitän und war 1912 in der gleichen Position, mittlerweile auf der Blücher.
Später war er bis August 1914 als Adjutant an der Werft Kiel. Anschließend diente er bis Februar 1916 als Erster Offizier auf der Seydlitz, auf welcher er den Kriegsbeginn erlebte und welche Great Yarmouth beschoss. Es folgte Ende 1914 der Raid auf Scarborough, Hartlepool und Whitby und die Doggerbankschlacht Anfang des darauffolgenden Jahres.
Von Februar bis Dezember 1916 war er Kommandant der Stuttgart. Am 24. April 1916 erhielt er die Beförderung zum Fregattenkapitän. In der IV. Aufklärungsgruppe (Kommodore Ludwig von Reuter) nahm die Stuttgart im Mai/Juni 1916 an der Skagerrakschlacht teil. Sie blieb dabei unversehrt. Am 15. Dezember 1916 wurde das Schiff außer Dienst gestellt, und seine Besatzung übernahm nun den neuen Kleinen Kreuzer Emden. Er blieb bis August 1917 in diesem Kommando. Das Schiff verlegte in dieser Zeit in die Ostsee.
Als im August 1917 der Kommandeur der Flieger bei den Hochseestreitkräften aufgestellt wurde, übernahm Hagedorn das Kommando und blieb dies bis Kriegsende.
Bis August 1916 war er u. a. mit dem Roten Adlerorden 4. Klasse und der Eisernen Kreuz I. Klasse ausgezeichnet worden, erhielt bis Februar 1918 u. a. noch das Großherzoglich Oldenburgisches Friedrich-August-Kreuz 1. Klasse und den Komtur des Königlich Württembergischen Orden der Württembergischen Krone mit Schwertern.
Nach dem Krieg wurde er in die Reichsmarine übernommen und wurde am 29. November 1919 Kapitän zur See.
Nachdem im Herbst 1919 die 1. Marine-Brigade, auch „Eiserne Brigade“ genannt, aufgelöst worden war, wurde der Name „Eiserne Brigade“ per Ostsee-Stationstagesbefehl Nr. 129 vom 4. Oktober 1919 auf die neu gebildete Küstenwehrabteilung I in Kiel übertragen, die von da an den Namen „Eiserne Division (Küstenwehrabteilung I)“ führte und unter dem Kommando von Hagedorn stand. Mit dieser nahm er in Kiel am Kapp-Putsch teil. Am 19. März 1920 war das Bataillon Middendorf der Küstenwehrabteilung I in der Alten Station in Kiel das letzte in der Stadt befindliche Truppenteil. Hagedorn wollte die Position aber nicht aufgeben. In der Folge wuchs der Druck auf die noch in der Alten Station befindlichen Truppenteile und später wurde das Kommando an einen sogenannten Unabhängigen übergeben.
Ab Juni 1920 wurde gegen ihn im Zusammenhang mit dem Kapp-Putsch ermittelt, wobei später das Verfahren gegen ihn eingestellt wurde.
Am 31. August 1920 wurde er aus der Marine verabschiedet.